# Alexei Jakowlewitsch Tscherwonenkis
Alexei Jakowlewitsch Tscherwonenkis (russisch Алексей Яковлевич Червоненкис, englische Transkription Alexey Yakovlevich Chervonenkis; * 7. September 1938; † 21. September 2014 in Moskau) war ein russischer Informatiker. Mit Wladimir Naumowitsch Wapnik entwickelte er die Grundlagen der Theorie der Support Vector Machine und allgemein der statistischen Lerntheorie.

## Leben
Tscherwonenkis war leitender Wissenschaftler am Institut für Regelungstechnik der Russischen Akademie der Wissenschaften. Er wurde dort bei Alexander Lerner promoviert und arbeitete mit Wapnik (ebenfalls Doktorand von Lerner) über Maschinenlernen und Mustererkennung. Später war er auch Professor am Royal Holloway College der Universität London (Computer Learning Research Center). Dort wandte er unter anderem SVMs auf molekularbiologische Probleme an.
Er befasste sich auch mit Geostatistik und erhielt dafür 1987 den Staatspreis der UdSSR (ein von ihm entwickeltes System wurde zum Beispiel im Gold-Tagebau in Usbekistan angewandt).
Er hatte die Angewohnheit alleine lange Wanderungen zu unternehmen, die ihn insbesondere durch die meisten Straßen Moskaus und die Parks und Wälder der Umgebung führten. Er starb nachts auf einer solchen Wanderung in einem Wald bei Mytischtschi an Unterkühlung, nachdem er sich verirrt hatte. Eine sofort eingeleitete Suche mit Hunderten Beteiligten blieb ergebnislos und man fand die Leiche später mit einem Hubschrauber.
Nach Vapnik und Tscherwonenkis ist auch die Vapnis-Chervonenkis-Theorie (ihre statistische Lerntheorie) und die VC-Dimension benannt.

## Schriften
- mit Wapnik: Theorie der Zeichenerkennung, Berlin: Akademie Verlag 1979
- mit Vapnik:  On the Uniform Convergence of Relative Frequencies of Events to Their Probabilities. Theory of Probability and its Applications, Band 16, 1974, S. 264–280 (russisches Original  Dokl. Akad. Nauk. 181, 1968, S. 781)
- mit Vapnik: Necessary and sufficient conditions for the uniform convergence of means to their expectations. Theory of Probability and its Applications, Band 26, 1981, S. 532–553